# 大橋美加
大橋 美加（おおはし みか、1959年8月29日 - ）は日本のジャズシンガー。乙女座・AB型・東京都中野区出身。

## 人物
父はマルチタレントの大橋巨泉、母はジャズシンガーのマーサ三宅。東京立正短期大学在学中に東大ジャズ研にスカウトされデビューした。1986年、ファースト・アルバムをリリースし、日本ジャズヴォーカル賞新人賞を受賞。以降、NY録音2枚サンフランシスコ録音１枚を含むリーダー作13枚を発表。TV・ラジオ・コンサート活動の傍ら、シネマ・エッセイストとしても3冊の著作を発表している。JAZZ JAPAN AWARD 2016特別賞受賞。2018年 日本ジャズヴォーカル賞大賞受賞。2019年 14枚目のリーダーCD『Cinemful Life』JAZZ JAPAN AWARD 2019制作企画賞受賞。
自身のルーツである東京・下町を中心に後進指導も手がける。

## 出演
- 11PM（日本テレビ）[1]
- 1988年5月31日、一枚の写真（フジテレビ）
- 午後のサウンド「ポップス」（NHK-FM）[1]
- 1996年4月〜2005年3月、『ポップスグラフィティ』→『ミュージックプラザ第2部 ポップス（ジャズ・ヴォーカルとシネマの水曜日）』（NHK-FM）毎週水曜16:00 - 17:45（生放送）の構成、選曲、DJ
- 2005年11月6日〜、『美加のNice‘N’Easyタイム』（FM東京の衛星デジタルラジオ「ミュージックバード」のジャズ専門チャンネル）毎週日曜23:00 - 24:00

## 作品
- 1997年、『美加 & レイ(When Mika Met Ray）』（Paddle Wheel） - 大橋美加 & レイ・ブライアント
- 2003年4月23日、『Mint Jazz 』（MTCJ-1054 3Dシステム） - 2002年に死去した歌手ペギー・リーの愛唱曲を集めたニュー・アルバム
- 2005年10月19日、『スウィート・カンバセイション』 - チェット・ベイカー、シーラ・ジョーダンとの共演経験を持つピアニスト、 ラリー・ポーターとのデュエットアルバム
- 2007年7月、『シネマニア』
- 2010年9月、『ソングマニア』
- 2012年10月、『バイ・スペシャル・リクエスト』
- 2014年8月、『With Love to Nat』 - サンフランシスコで録音された12枚目のリーダー・アルバム
- 2016年9月、『HOME』 - 13枚目のリーダーCD。御年83歳の母親・マーサ三宅を初めてゲストに迎え家族への思いを込めたアルバム。
- 2019年8月、『Cinemful Life』-14枚目のリーダーCD発表。
- 2023年8月、『My mother's Music』-母・マーサ三宅の軌跡を辿る意欲作。 ジャズソングばかりでなく、マーサが得意とした名曲、往年のテレビドラマの挿入歌、  美加だから歌える母娘の想い出の曲など、母が歌ってきた  さまざまなジャンルの歌曲を収録。日本語詞4曲、美加の和訳詞（DREAM）、  英語作詞（Danny Boy後半）も披露。

著作
- 唇にジャズソング（1998/7/30、YMM、ISBN 978-4636720082） - 楽譜付き
- きまぐれレディのJazz in Cinema (ビクターブックス―Pocket Inシリーズ)（1990/3、 ビクター音楽産業、ISBN 978-4893890184）
- 私の偏愛シネマ・ガイド―魅惑のヒロインたち（1996/6、日本テレビ放送網、ISBN 978-4820396161）
- 父・巨泉（2017/6、双葉社、ISBN 978-4575312720）

## 賞歴
- 1987年 日本ジャズヴォーカル賞 新人賞（ジャズワールド紙主催）
- 2017年 CD『HOME』JAZZ JAPAN AWARD 2016特別賞受賞（JAZZ JAPAN誌主催）
- 2018年 日本ジャズヴォーカル賞大賞受賞（ジャズワールド紙主催）
- 2019年 CD『Cinemful Life』JAZZ JAPAN AWARD 2019制作企画賞受賞（JAZZ JAPAN誌主催）
- 2020年 日本ジャズ音楽協会 功労賞受賞